# イザベラ・フォン・ルクセンブルク
イザベラ・フォン・ルクセンブルク（ドイツ語：Isabella von Luxemburg, 1247年 - 1298年9月）は、フランドル伯・ナミュール侯ギー・ド・ダンピエールの2番目の妃。

## 生涯
イザベラはルクセンブルク伯ハインリヒ5世とマルグリット・ド・バルの第3子として生まれた。
1265年3月、イザベラはギー・ド・ダンピエールと結婚した。この結婚はイザベラが生まれる何年も前から決められていた。1265年ごろ、イザベラの曾祖父ルクセンブルク伯・ナミュール伯ハインリヒ4世は最初の結婚で子供をもうけることができなかった。そこでハインリヒ4世は義弟エノー伯ボードゥアン4世を後継者に指名した。その後ボードゥアン4世が1171年に死去したため、ハインリヒ4世はボードゥアン4世の息子ボードゥアン5世を後継者とした。しかし、ハインリヒ4世はもう一度自分の子供を得ようと考え、アグネス・フォン・ゲルデルンと再婚した。アグネスは一人娘エルメジンデを産み、ハインリヒ4世はボードゥアン5世との約束を反故にした。そのため戦争が続き、最終的にボードゥアン5世はナミュール領の継承者に指名された。
イザベラの父ハインリヒ5世はエルメジンデの息子としてナミュールに対する権利を主張したが、失敗に終わった。イザベラの両親はナミュール問題についてギー・ド・ダンピエールと和平を結びたいと考え、イザベラはギーと結婚することになった。ギーの最初の妃マティルドは1年前に死去していたが、すでにマティルドとの間に8人の子供がいた。
ギーは2人の間の娘フィリッパとイングランド王太子エドワードとの結婚を決めた。しかし、フランス王フィリップ4世はギーと2人の息子を投獄してこの結婚を取りやめさせ、娘フィリッパを1306年に死去するまでパリで幽閉した。ギーは1296年にフィリップ4世に再び召喚され、フランドルの主要な町はギーが保持するために補償金を支払い領土を明け渡すまで、フランス王の保護下に置かれた。
イザベラは1298年9月に死去し、夫ギーはその6年後の1304年に死去した。

## 子女
ギー・ド・ダンピエールとの間に以下の子女が生まれた。
- ジャン1世（1267年 - 1330年） - ナミュール侯（1297年 - 1331年）、1308年にクレルモン伯ロベールの娘マルグリットと結婚、のちフィリップ・ダルトワの娘マリーと結婚。
- ギー（1272年頃 - 1311年） - ロンセ領主、ゼーラント伯。ロレーヌ公ティボー2世の娘マルグリットと結婚
- アンリ（1337年11月6日没） - ローディ伯、1309年にクレーフェ伯ディートリヒ6世（8世）の娘マルガレーテと結婚
- ベアトリス（1307年没） - 1287年頃にブロワ伯ユーグ2世・ド・シャティヨンと結婚[3]
- マルグリット（1272年 - 1331年） - 1282年11月14日にロクスバラでスコットランド王子アレグザンダー（アレグザンダー3世の子）と結婚[4]、1286年7月3日にナミュールでゲルデルン伯レイナウト1世と結婚。
- イザベル（1323年没） - 1307年にタングリー領主、ブルブール領主ジャン・ド・フィエンヌと結婚
- フィリッパ（1306年没） - フランス王フィリップ4世に幽閉され、パリで死去した。
- ジャンヌ（1296年没） - フランヌ修道院の修道女